# Saison 2008-2009 du Toulouse Football Club
Maillots
Chronologie
Saison précédente Saison suivante
Pour la sixième saison consécutive, le Toulouse Football Club évolue en Ligue 1. Il participe également à la coupe de France et à la coupe de la Ligue.
Après une saison 2007-2008 totalement ratée (17e en championnat, éliminé dès le premier tour dans les deux coupes nationales et un parcours décevant en coupes d'Europe), le Toulouse Football Club doit se relancer. Pourtant, le budget annoncé entre 32 et 35 millions d'euros par le président Sadran est inférieur à celui de l'exercice précédent. La vente de la vedette suédoise, Johan Elmander, et le départ d'autres joueurs cadres (Achille Emana, Nicolas Douchez, Nicolas Dieuze, etc.) permet au club de disposer de nouveaux fonds mais l'oblige à repenser l'effectif.
Le club arrache finalement la quatrième place au Lille OSC et au Paris SG, ce qui lui permet de se qualifier pour la Ligue Europa 2009-2010.

## Équipe

### Effectif professionnel
| N°                 | Nom                        | Poste                         | Naissance                           | Nationalité | Sélections     |
| Gardiens           |                            |                               |                                     |             |                |
| 1                  | Sébastien Hamel            | Gardien de but                | 20 novembre 1975 à Arpajon          | France      | France Espoirs |
| 16                 | Cédric Carrasso            | Gardien de but                | 30 décembre 1981 à Avignon          | France      |                |
| 30                 | Olivier Blondel            | Gardien de but                | 9 juillet 1979 à Mont-Saint-Aignan  | France      |                |
| Défenseurs         |                            |                               |                                     |             |                |
| 2                  | Mohamed Fofana             | Arrière droit ou déf. central | 7 mars 1985 à Gonesse               | France      |                |
| 3                  | Daniel Congré              | Défenseur central ou latéral  | 5 avril 1985 à Toulouse             | France      | France Espoirs |
| 4                  | Mauro Cetto                | Défenseur central             | 14 avril 1982 à Rosario             | Argentine   |                |
| 5                  | Jérémy Mathieu             | Arrière ou milieu gauche      | 29 octobre 1983 à Luxeuil-les-Bains | France      | France A'      |
| 12                 | Cheikh M'Bengue            | Défenseur central             | 23 juillet 1988 à Toulouse          | France      | France Espoirs |
| 23                 | Albin Ebondo               | Arrière droit                 | 23 février 1984 à Marseille         | France      | France Espoirs |
| Milieux de terrain |                            |                               |                                     |             |                |
| 7                  | Fodé Mansaré               | Milieu offensif gauche        | 3 septembre 1981 à Conakry          | Guinée      | Guinée A       |
| 8                  | Étienne Didot              | Milieu défensif               | 24 juillet 1983 à Paimpol           | France      |                |
| 14                 | Pantxi Sirieix             | Milieu défensif               | 7 octobre 1980 à Bordeaux           | France      | Pays Basque    |
| 15                 | Paulo César Arruda Parente | Milieu ou arrière droit       | 26 juin 1978 à Osasco               | Brésil      | Brésil A       |
| 17                 | Alexandre Bonnet           | Milieu offensif               | 17 octobre 1986 à La Roche-sur-Yon  | France      | France Espoirs |
| 20                 | Mathieu Berson             | Milieu défensif               | 23 février 1980 à Vannes            | France      | France Espoirs |
| 22                 | Moussa Sissoko             | Milieu défensif               | 16 août 1989 à Le Blanc-Mesnil      | France      | France Espoirs |
| 25                 | Daniel Braaten             | Milieu offensif               | 25 mai 1982 à Oslo                  | Norvège     | Norvège A      |
| 27                 | Franck Tabanou             | Milieu offensif               | 30 janvier 1989 à Thiais            | France      |                |
| 29                 | Étienne Capoue             | Milieu défensif               | 11 juillet 1988 à Niort             | France      | France Espoirs |
| Attaquants         |                            |                               |                                     |             |                |
| 9                  | Søren Larsen               | Avant-centre                  | 6 septembre 1981 à Køge             | Danemark    | Danemark A     |
| 10                 | Bryan Bergougnoux          | Milieu off. ou avant-centre   | 12 janvier 1983 à Lyon              | France      | France Espoirs |
| 11                 | André-Pierre Gignac        | Avant-centre                  | 5 décembre 1985 à Martigues         | France      | France A       |
| 19                 | Xavier Pentecôte           | Avant-centre                  | 13 août 1986 à Saint Dié            | France      | France Espoirs |
| 21                 | Pavel Fořt                 | Avant centre                  | 26 juin 1983 à Pilsen               | Tchéquie    |                |
| 28                 | Ahmed Soukouna             | Avant-centre                  | 13 janvier 1990 à Paris             | France      |                |

### Transferts

#### Été 2008
| Nom                   | Nationalité                      | Transfert                                  | Provenance/Destination      | Division         |
| Arrivées              |                                  |                                            |                             |                  |
| Transferts définitifs |                                  |                                            |                             |                  |
| Mathieu Berson        | France                           | Libre / Contrat de 2 ans                   | Levante UD                  | Primera Division |
| Olivier Blondel       | France                           | Libre / Contrat de 1 an                    | Le Havre AC                 | Ligue 1          |
| Daniel Braaten        | Norvège                          | Estimé à 3 M€ / Contrat de 3 ans           | Bolton Wanderers            | Premier League   |
| Cédric Carrasso       | France                           | Estimé à 4 M€ / Contrat de 4 ans           | Olympique de Marseille      | Ligue 1          |
| Mauro Cetto           | Argentine                        | Option d'achat à 1,5 M€ / Contrat de 3 ans | FC Nantes                   | Ligue 1          |
| Étienne Didot         | France                           | Estimé à 3 M€ / Contrat de 4 ans           | Stade rennais               | Ligue 1          |
| Sébastien Hamel       | France                           | Libre / Contrat de 2 ans                   | Olympique de Marseille      | Ligue 1          |
| Søren Larsen          | Danemark                         | Estimé à 3 M€ / Contrat de 4 ans           | Schalke 04                  | 1. Bundesliga    |
| Retours de prêt       |                                  |                                            |                             |                  |
| Alexandre Bonnet      | France                           | Expiration de durée de prêt                | CS Sedan-Ardennes           | Ligue 2          |
| Alsény Camara         | Guinée                           | Expiration de durée de prêt                | Rodez AF                    | National         |
| Pavel Fořt            | République tchèque               | Expiration de durée de prêt                | FCM Brussels                | Jupiler League   |
| Xavier Pentecôte      | France                           | Expiration de durée de prêt                | SC Bastia                   | Ligue 2          |
| Départs               |                                  |                                            |                             |                  |
| Transferts définitifs |                                  |                                            |                             |                  |
| Dominique Arribagé    | France                           | Fin de contrat – Arrêt                     | Cellule recrutement du club |                  |
| Laurent Batlles       | France                           | Fin de contrat                             | Grenoble Foot               | Ligue 1          |
| Alsény Camara         | Guinée                           | Transféré                                  | LB Châteauroux              | Ligue 2          |
| Walid Cherfa          | France                           | Transféré                                  | Gimnàstic de Tarragona      | Segunda Division |
| Issoumaïla Dao        | France                           | Fin de contrat                             | SC Bastia                   | Ligue 2          |
| Nicolas Dieuze        | France                           | Transféré pour 0,4 M€                      | Le Havre AC                 | Ligue 1          |
| Nicolas Douchez       | France                           | Transféré pour 1,7 M€                      | Stade rennais               | Ligue 1          |
| Johan Elmander        | Suède                            | Transféré pour 13 M€                       | Bolton Wanderers            | Premier League   |
| Achille Emana         | Cameroun                         | Transféré pour 6 M€                        | Betis Séville               | Primera Division |
| Jon Jönsson           | Suède                            | Transféré                                  | Brøndby IF                  | Superligaen      |
| Alan Mermillod        | France                           | Fin de contrat                             | ES Troyes AC                | Ligue 2          |
| Rudy Riou             | France                           | Transféré                                  | Olympique de Marseille      | Ligue 1          |
| Francileudo Santos    | Tunisie                          | Fin de contrat                             | FC Sochaux                  | Ligue 1          |
| Prêts                 |                                  |                                            |                             |                  |
| Kévin Dupuis          | France                           | Prêt d'une saison                          | Rodez AF                    | National         |
| Hérita Ilunga         | République démocratique du Congo | Prêt d'une saison                          | West Ham                    | Premier League   |
| Retours de prêt       |                                  |                                            |                             |                  |
| Salim Arrache         | France                           | Expiration de durée de prêt                | Olympique de Marseille      | Ligue 1          |
| Eduardo               | Brésil                           | Retour anticipé                            | Fluminense FC               | Brasileirão      |
| Mauro Cetto           | Argentine                        | Expiration de durée de prêt                | FC Nantes                   | Ligue 1          |

#### Hiver 2009
| Nom        | Nationalité        | Transfert        | Provenance/Destination | Division       |
| Départs    |                    |                  |                        |                |
| Prêts      |                    |                  |                        |                |
| Pavel Fořt | République tchèque | Prêt de six mois | Slavia Prague          | Gambrinus liga |

### Staff technique
Avec le remplacement d'Élie Baup par son adjoint, Alain Casanova, dès le 30 mai 2008, c'est tout le staff technique du club toulousain a dû être revu. Thierry Uvenard était manager sportif du Havre Athletic Club et Christophe Gardié responsable de l'équipe réserve du RC Lens.
| Entraîneur              | : Alain Casanova    | France |
| Entraîneur adjoint      | : Thierry Uvenard   | France |
| Entraîneur des gardiens | : Christophe Gardié | France |
| Préparateur physique    | : Denis Valour      | France |

## Déroulement de la saison
Légende des couleurs utilisées dans les fiches de match :
- Championnat
- Coupe de France
- Coupe de la ligue
- Matchs amicaux

### Juillet 2008
Le stage de pré-saison qui se déroule traditionnellement à Bagnères-de-Luchon s'est conclu par le non moins habituel match contre la sélection régionale. Hormis une défaite surprise à Rodez (1-0) les résultats des matchs d'avant saison sont tout à fait corrects avec des victoires contre les équipes de divisions inférieures et des matchs nuls contre les équipes de Ligue 1 dont Marseille et Bordeaux. On notera aussi la qualité de la défense avec 3 buts encaissés en 7 matchs.

### Août 2008
La saison débute officiellement avec un déplacement difficile à Lyon et une lourde défaite (3–0) qui fait annoncer à certains commentateurs que le Téfécé descendra à la fin de la saison. Le match suivant fait également douter les Toulousains. Avec un but encaissé sur la première opportunité havraise et une bévue du portier Cédric Carrasso, la partie est mal lancée, mais un but du défenseur Daniel Congré à la suite d'un coup franc mal dégagé puis un coup franc direct d'André-Pierre Gignac donnent la victoire aux Violets. L'attentisme toulousain est pointé du doigt après les deux matchs nuls 0–0 à Nancy – où les Toulousains n'ont cadré aucun tir – et face à Rennes.
À la fin du mois d'août, le Toulouse Football Club est 13e.

### Septembre 2008
L'efficacité offensive et la rigueur défensive de Toulouse sont reconnus après les victoires au Mans (1–2 avec 2 tirs cadrés pour le TFC), face à Sochaux que les Toulousains dominent sans creuser l'écart au score et à Valenciennes où un tir chanceux de Gignac en fin de match fait la différence. Avec 3 buts en septembre, l'ancien lorientais est meilleur buteur du mois et remporte le trophée du joueur du mois UNFP devant Étienne Didot son coéquipier
Avec trois victoires en trois matchs de Ligue 1, le Téfécé pointe à la seconde place à la fin du mois. Seule l'élimination aux tirs au but en coupe de la Ligue à Auxerre noircit le tableau.
En effet, après un match terne qu'il avait pourtant globalement dominé, le Téfécé est éliminé de la Coupe de la ligue. En seconde période, Alexandre Bonnet avait frappé la barre transversale avant que Søren Larsen n'ouvre le score sur une action assez chanceuse. Dans le temps additionnel, Auxerre trouve l'ouverture dans la défense toulousaine – entièrement formée au club – accédant ainsi à la prolongation. Mathieu Berson atteint alors une nouvelle fois pour Toulouse la barre transversale d'Olivier Sorin, à nouveau battu mais les Toulousains ne marquent pas. Au cours de la séance des tirs au but, Jérémy Mathieu transforme son pénalty sur une panenka. Alors qu'il a la balle de qualification, le Danois Larsen tente le même geste et le ballon échoue pour la troisième fois de la soirée sur la barre transversale. Finalement, Auxerre l'emporte à la suite d'un échec de Daniel Braaten.

### Octobre 2008
Le mois d'octobre est plus nuancé pour le Téfécé. Certes, ils prennent leur revanche sur Auxerre en s'imposant au Stadium mais la série de quatre victoires consécutives en Ligue 1 s'arrête là.
Après le traditionnel match contre l'Osasuna qui s'est conclu pour la première fois par une victoire des Violets, les Toulousains s'inclinent chez le rival bordelais à cause d'un Yoann Gourcuff très en forme depuis le match international contre la Roumanie. Un troisième nul sans but contre Monaco et la victoire chanceuse au Parc des Princes correspondent à un manque d'efficacité de la part de l'attaque toulousaine et de son goléador André-Pierre Gignac.

### Novembre 2008
Le Toulouse Football Club éprouve des difficultés à marquer et, après la défaite à domicile contre Caen revient sur ce qui faisait sa force en début de saison : une défense solide. Par conséquent, les matchs sont plus fermés. Ainsi, sur les cinq matchs de novembre, le Téfécé marque seulement trois buts (tous par André-Pierre Gignac) mais n'en encaisse également que trois.

### Décembre 2008
Toulouse aurait pu commencer décembre par une victoire face à Lille grâce à un but de Mauro Cetto mais Bastos égalise dans le temps additionnel sur un coup franc qui traverse le mur et surprend Cédric Carrasso.
Le Violets s'imposent la semaine suivante face à l'AS Saint-Étienne grâce à un doublé d'André-Pierre Gignac et au premier but d'Étienne Didot. Pour une des premières fois de la saison, les joueurs de Casanova proposent un jeu attractif qui contraste avec leur qualification d'équipe défensive qui ne sait pas produire le jeu. Le match contre Nice confirmera cette envie de produire du jeu mais le réalisme azuréen prive au bout du temps additionnel les Toulousains de la victoire. Comme à Lille, Le Téfécé laisse filer 2 points en toute fin de match.
À la trêve, le Toulouse Football Club est 7e avec 31 points, à 2 points de la Ligue Europa et 3 de la Ligue des champions, mais surtout à 16 points du Valenciennes FC, premier relégable. C'est également la 3e meilleure défense avec seulement 15 buts encaissés pour 19 marqués (12e attaque).
André-Pierre Gignac est meilleur buteur de Ligue 1 avec 12 buts, dont 4 doublés. Il a ainsi marqué en une demi-saison plus de buts que Johan Elmander lors de chacune des deux saisons précédentes. Trois joueurs ont participé aux 19 rencontres de la phase aller du championnat : Cédric Carrasso, Mohamed Fofana et André-Pierre Gignac.

### Janvier 2009
Le mois de janvier est presque parfait pour les Toulousains. Ils passent deux tours de Coupe de France dont le deuxième contre le « Petit Poucet » et gagnent presque tous leurs matchs de championnat. Ils ne sont plus qu'à un point de la  Ligue des champions et comptent autant de points que le 4e (place qualificative pour la Ligue Europa).

### Mars 2009
Le mois de mars est quasi-idéal pour le club. Deux nouveaux tours sont franchis en Coupe de France et deux clubs de premier plan sont largement battus au Stadium dont le rival Bordelais. Enfin, huit joueurs sont appelés en sélection dont Cédric Carrasso (déjà appelé en février) et André-Pierre Gignac chez les Bleus; ce dernier s'illustrera par une passe décisive contre la Lituanie alors qu'il venait d'entrer en jeu.
Le match Monaco – Toulouse, perdu, aurait pu être oublié au milieu de ce mois exceptionnel si Cheikh M'Bengue n'avait pas commis cette faute qui a attiré l'attention de la Commission de Visionnage de la LFP. Pour avoir blessé longuement Alejandro Alonso, le latéral toulousain est suspendu le 2 avril 2009 jusqu'à la fin de la saison. (Cette sanction n'est effective que le 6 avril.)